# Kẽm stearat
Kẽm stearat (Zn(C18H35O2)2) là một hợp chất hóa học hữu cơ. Kẽm stearat là dạng xà phòng của kẽm không ưa nước. Nó không hòa tan trong các dung môi phân cực như rượu và ete nhưng hòa tan trong các hydrocarbon thơm như benzen và các hydrocarbon clo hóa khi bị đốt nóng. Nó là tác nhân rửa khuôn manh nhất trong số các xà phòng kim loại. Nó không chứa các dạng điện phân và có hiệu ứng ghét nước. Các ứng dụng chính của nó là trong công nghiệp cao su và chất dẻo (plastic), trong đó nó được sử dụng như là tác nhân tẩy rửa và chất bôi trơn.

## Ứng dụng
- Trong vai trò của chất ổn định phụ trợ cho các hệ thống ổn định gốc Ba/Cd và Pb.
- Là tác nhân tạo độ bóng trong công nghiệp sơn.
- Là tác nhân rửa kim loại trong các hệ thống chế biến cao su, polyurethan và polyeste.
- Tác nhân rửa khuôn trong luyện kim bột.
- Thành phần chính trong cái gọi là "bột xòe bài", được những người biểu diễn cách xòe bài lá sử dụng trong các thao tác biểu diễn với bộ bài lá để giảm ma sát giữa các lá bài.